# Engoulevent de Todd
Setopagis heterura
Espèce
Synonymes
- Caprimulgus heterurus (Todd, 1915)
- Caprimulgus parvulus heterurus
(Todd, 1915)

Statut de conservation UICN

 LC  : Préoccupation mineure
L'Engoulevent de Todd (Setopagis heterura, anciennement Caprimulgus heterurus) est une espèce d'oiseaux de la famille des Caprimulgidae.

## Description
L'Engoulevent de Todd mesure de 17 à 21 cm de long. Le mâle est généralement gris dessus, avec des stries et des taches noirâtres et chamois. Il a un collier cannelle étroit sur l'arrière du cou, une gorge blanche et une poitrine brun foncé avec de fines barres et des taches. En vol, l'aile présente des taches blanches en haut et en bas. Toutes les plumes de la queue, à l'exception des plus internes, ont des pointes blanches bien visibles. La femelle a une couronne plus sombre, une gorge chamoisée et pas de blanc dans la queue. La queue des deux sexes est plus courte que celle des autres engoulevents sympatriques. 

## Distribution et habitat
L'Engoulevent de Todd se trouve principalement dans le nord-est de la Colombie et le nord et le centre du Venezuela. Il y a un seul signalement de Guyane et deux dans l'extrême nord du Brésil. 
L'espèce habite une variété de paysages, notamment les lisières des forêts de feuillus et semi-décidues, les forêts galeries, les forêts ouvertes et les parcs de banlieue. Il semble privilégier les terrains légèrement vallonnés. En altitude, il va du niveau de la mer à 1 000 m au Venezuela, mais se trouve généralement plus bas en Colombie. 

## Comportement

### Alimentation
L'Engoulevent de Todd se nourrit en sortant du sol ou d'un perchoir bas. Son régime alimentaire n'a pas été étudié en détail, mais il est connu pour être principalement composé d'insectes. 

### Reproduction
La ou les saisons de reproduction de l'Engoulevent de Todd n'ont pas été définies, bien qu'elles semblent différer dans son aire de répartition. Ils pondent leurs deux œufs directement sur le sol, généralement sous un buisson. 

### Vocalisation
La chanson de l'Engoulevent de Todd est un « pik-you, gobble-gobble-gobble », chanté depuis le sol ou un perchoir bas. Ses autres appels, le cas échéant, sont inconnus. 

## Taxonomie et systématique
L'Engoulevent de Todd a parfois été considéré comme une sous-espèce de l'engoulevent d'Anthony (Nyctidromus anthonyi) et de l'Engoulevent des bois (Setopagis parvula) mais des différences génétiques, de plumage et de vocalisations soutiennent son traitement en tant qu'espèce. Le nom alternatif, Engoulevent de Santa Marta, d'après les montagnes de Santa Marta en Colombie, a été rejeté car l'aire de répartition de l'espèce est beaucoup plus vaste.Elle est une espèce monotypique. 

## Statut
L'UICN a évalué l'Engoulevent de Todd comme étant de préoccupation mineure. Son aire de répartition est assez large et, bien que sa population soit inconnue, on pense qu'elle est stable. Il semble rare en Colombie et peu commun au Venezuela. Il est présent dans certaines zones protégées.